# Zona arqueológica de San Miguel Ixtapan
La zona arqueológica de San Miguel Ixtapan se encuentra localizada en el municipio de Tejupilco en el estado de México. El municipio de Tejupilco se encuentra alrededor de 100 km al suroeste de la ciudad de Toluca. El sitio arqueológico se encuentra a 15 kilómetros de la cabecera municipal sobre la carretera en dirección a Amatepec.
Este lugar es uno de los pocos que han sido explorados en esta región del estado proveyendo de información sobre un área que prácticamente no ha sido explorada.
Su apogeo y mayor crecimiento se ubica entre los años 750 y 900, durante el periodo del declive de Teotihuacán. El área ceremonial actualmente visible representa sólo una porción del total del sitio durante su esplendor. Se encuentra localizado en una zona fértil.

## Antecedentes
Desde la época precolombina, los pueblos otomíes han habitado la región del centro de México. Grandes centros urbanos de la cultura otomí fueron Cuicuilco, Teotihuacán y Tula. El nombre del lugar se origina de las palabras "Iztatl" (sal) y "pan" (lugar), "el lugar donde hay sal". Esto haciendo referencia a la importancia de la explotación de la sal desde tiempos prehispánicos.
Sobre la base de las investigaciones realizadas en el lugar, se han clasificado cuatro etapas en las que el lugar fue habitado. La primera corresponde a los últimos años del periodo Clásico (500 a 700 d. C.). La segunda corresponde al Epiclásico (750 a 900 d. C.) considerado el momento de mayor auge del sitio seguido por el período del Posclásico temprano (900 a 1200 d. C.) en el cual las principales construcciones son reutilizadas y modificadas. Después de un periodo de abandono, el lugar es nuevamente habitado por los mexica.

## Estructuras

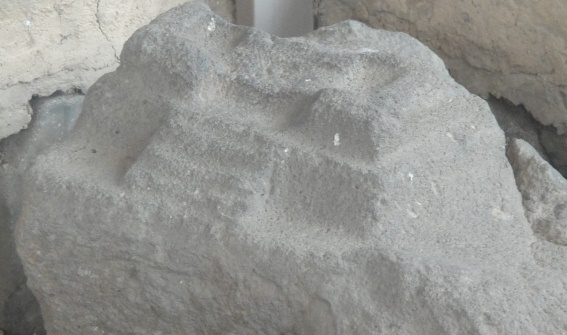
Detalle de la maqueta de roca del Sitio arqueológico.

Una maqueta de roca del sitio fue descubierta en 1958, sin embargo las excavaciones arqueológicas iniciaron hasta 1985 y en 1993 se inició la construcción del museo del sitio. En dicho museo se encuentran en exhibición muchos de los objetos descubiertos durante los trabajos arqueológicos, sobre la base de esto se determinó que los primeros asentamientos del lugar datan del 800 al 200 a. C.
De acuerdo con los arqueólogos, la maqueta de roca data del periodo posclásico (900 a 1200 d. C.) aunque sus estructuras continuaron siendo modificadas al paso de los años. Entre las estructuras más visibles se pueden distinguir las siguientes.

### Juego de pelota
Conformado por un campo en forma de doble "T" con una orientación este-oeste. Sus medidas aproximadas son 50 metros de largo por 7.5 metros de ancho en el área de la cancha y los cabezales cuentan con unas dimensiones de 15 metros por 7.8 metros. En el lado sur de este campo se descubrieron una gran cantidad de entierros humanos con ricas ofrendas.

### Montículo 1
Su exploración no ha sido realizada totalmente debido a que se encuentra un árbol de tamarindo de amplias dimensiones

### Montículo 2

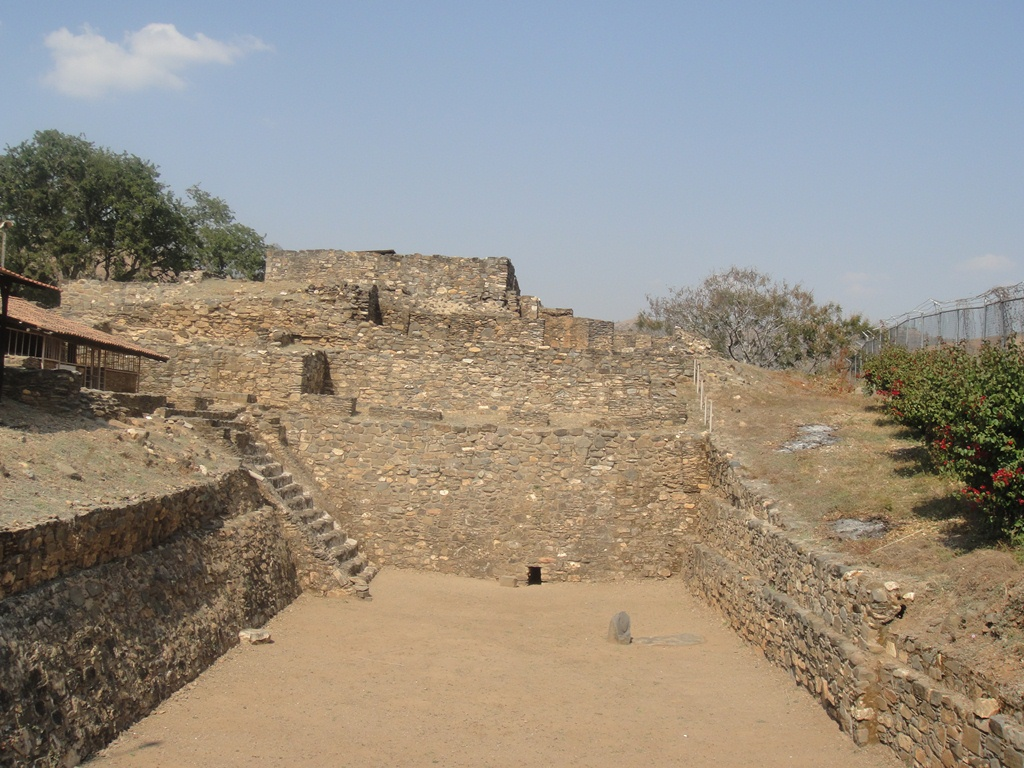
Patio hundido

Conformada por 3 estructuras, la superior cuentan con habitaciones que probablemente fueron habitados y tenían cierto significado ceremonial. En la otra estructura se encuentran dos habitaciones, el "recinto de las esculturas", que debe su nombre a la gran cantidad de figurillas encontradas. La otra habitación conocida como "recinto de la banqueta", contiene a su vez el recinto conocido con el nombre de "patio hundido".
En la parte norte de este último recinto, se localizan unas escaleras fabricadas con grandes bloques de roca que llevan a un patio exterior rodeado por un muro. También se puede ver el sistema de drenaje con el que se contaba y el cual cuenta con una representación del dios Tláloc.

## Museo del sitio
El museo fue creado por el Instituto Mexiquense de Cultura en 1994. Alberga sobre todo el material que se ha encontrado en las ofrendas mortuorias del sitio y en las inmediaciones del Juego de Pelota, donde destacan por su mayor cantidad los objetos producidos durante el Epiclásico.